# آلة حية

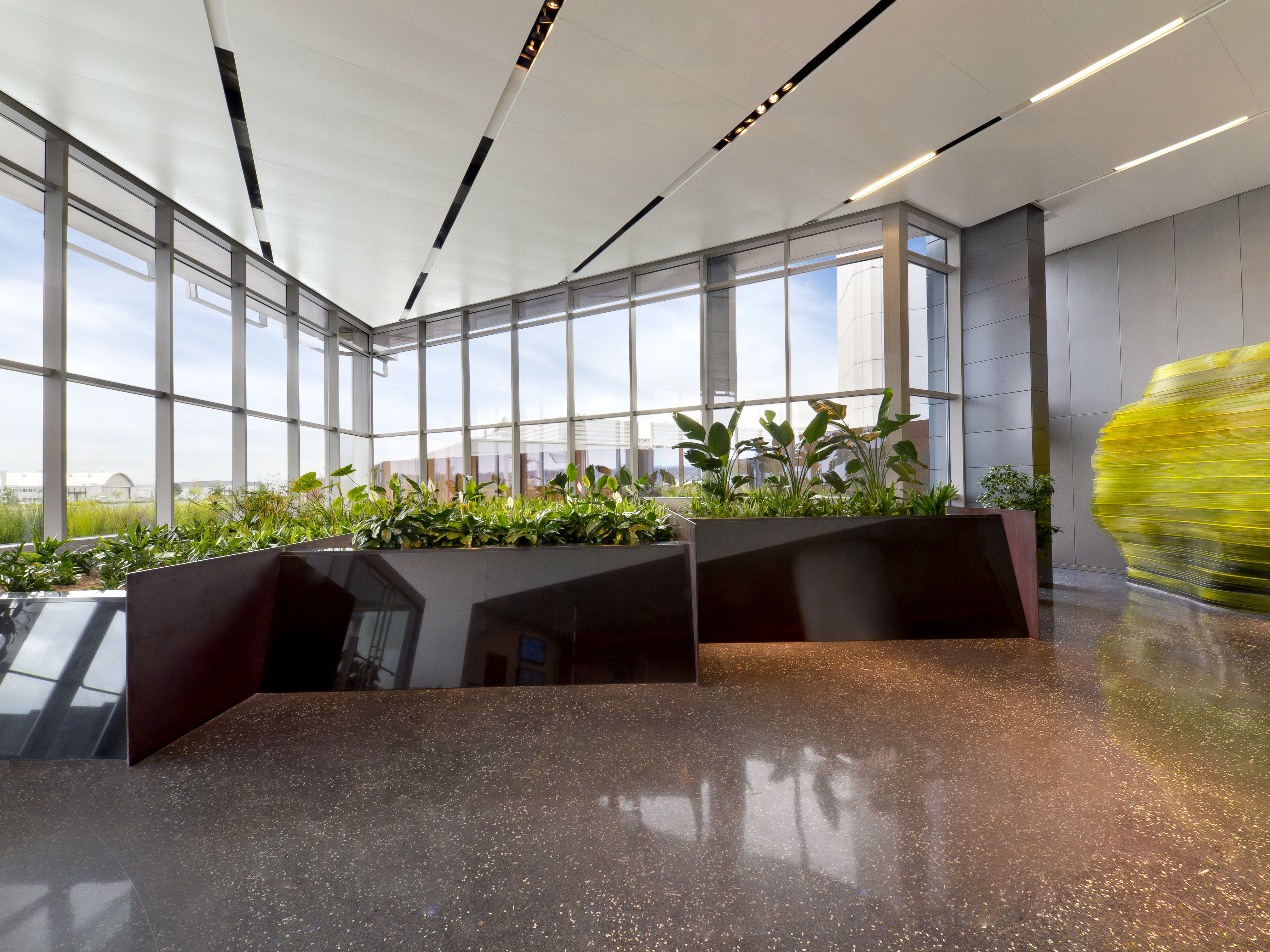
منشأة الآلة الحية في ردهة مقر ميناء بورتلاند.

الآلة الحية هي شكل من أشكال معالجة الصرف الصحي. وعلى غرار النظم المائية الشمسية، يعتمد أحدث جيل من التكنولوجيا على بيئة الأفلام الثابتة..
نظام الآلة الحية تم تسويقه تجاريًا ويتم تسويقه بواسطة أنظمة الآلة الحية، الشركة ذات المسؤولية المحدودة ذات الربح المنخفض، وهي شركة مقرها في شارلوتسفيل، في الولايات المتحدة الأمريكية.

## نظرية التصميم
والنموذج القوي فيما يتعلق بالكائنات المجهرية بوصفها آلات حية هو مفهوم بعيد المنال وقد ألهم، على التوالي، متداخلة مع تطبيقات لا حصر لها في مجالات أخرى. ومن الأمثلة على ذلك التركيبات الميكانيكية للمطابخ الصناعية والكائنات المجهرية الفعالة كأسمدة لأغراض زراعية، والنظم المتكاملة للمقاييس الحيوية في رسم المناظر الطبيعية والهندسة المعمارية مثل الأرض أو الدفيئة.
كانت مكونات مثل نباتات الطماطم من أجل المزيد من تنقية المياه والأسماك من أجل الغذاء جزءًا من التصاميم الحية، الشبيهة بالنظام الإيكولوجي. نظرية التصميم لا تقتصر على أي حجم من النظام، أو كمية الأنواع. أحد التصاميم المثلى هو نظام بيئي طبيعي مصمم لغرض خاص مثل مياه المجاري التي تعالج الأراضي الرطبة في نظام بيئي مناسب للمحلية. وثمة نظام أمثل آخر هو نظام قابل للاستمرار اقتصاديًا يعود بالربح على المستثمر. وتعد ممارسة الزراعة التفرعية أحد الأمثلة على التوصل إلى حل وسط بين نقطتي التصميم المثاليتين.

## مثال
ويتراوح نطاق نظم الآلات الحية بين البناء الفردي والأشغال العامة على نطاق المجتمع المحلي. واستخدمت بعض من أوائل الآلات الحية لعلاج المياه المستعملة المنزلية في القرى الصغيرة الواعية من الناحية الإيكولوجية، مثل فيندهورن في اسكتلندا. وقد عالج البعض مياه الصرف البلدية المختلطة للمناطق شبه الحضرية، مثل جنوب بيرلينغتون، فيرمونت (هذا المصنع مغلق). ويستخدم الجيل الأخير من آلات العيش المدارية المتدفقة في الأراضي الرطبة في مباني المكاتب الحضرية الرئيسية، والقواعد العسكرية، والتطورات السكنية، والمنتجعات، والمنشآت المؤسسية.

## عملية نظام الآلة الحية
- «إيكولوجيا الأفلام الثابتة» لها أنظمة محللة على أساس الهيدروبونيك أو وسط السوائل. في أنظمة الأغشية الثابتة تكون خلايا الأراضي الرطبة مملوءة بوسط إجمالي صلب يتمتع بمساحة سطح واسعة من أجل نمو بيولوجي مفيد (بكتيريا المعالجة). ويتيح علم إيكولوجيا الأفلام الثابتة تكوين نظم إيكولوجية دقيقة أكثر كثافة وتنوعًا من الوسط السائل. وتتجاوز هذه النظم الإيكولوجية نطاق البكتيريا إلى حد كبير لتشمل مجموعة متنوعة من الكائنات حتى الغطاء النباتي الكلي.
- وتُستخدم دورات المد والجزر (ملء الأراضي الرطبة واستنزافها في أعمال المد والجزر المتسارعة، مع 12 دورة أو أكثر في اليوم) لجلب الأكسجين بشكل سلبي إلى خلايا الأراضي الرطبة. هذا الإجراء يحاكي نوع الفعل البيولوجي الذي يحدث في المصبات الطبيعية للمد والجزر. الأراضي الرطبة للتدفق المدّي تحل محل الحاجة إلى تفجير الهواء في وسط سائل -- يستخدمون الجاذبية لإدخال الأكسجين الجوي إلى الخلية عندما يتم تجريفه.